# Reynke de vos

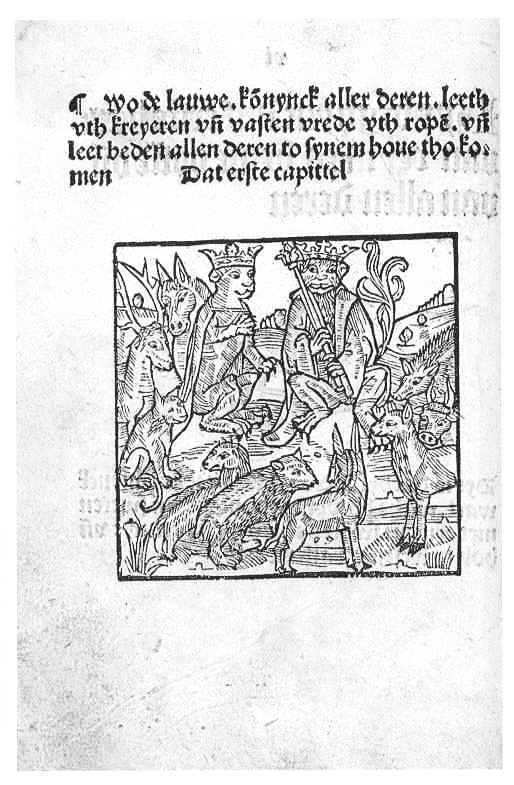
Einleitung des 1. Kapitels im 1. Buch der von Hans van Ghetelen 1498 gedruckten Ausgabe des Reynke de vos (Blatt 6b); Herzog August Bibliothek, Wolfenbüttel

Reynke de vos ist das bedeutendste niederdeutsche Tierepos in Versen. Die 1498 von Hans van Ghetelen in Lübeck gedruckte Inkunabel, die in einem einzigen vollständigen Exemplar in der Herzog August Bibliothek in Wolfenbüttel erhalten ist, verhalf der Geschichte vom schlauen Fuchs Reineke, entstanden im 13. Jahrhundert, bis heute im deutschsprachigen Raum zu ihrer Tradition.
Das Epos erzählt vom genialen Übeltäter Reynke, dem Fuchs, der sich als boshafter und niederträchtiger Lügner sein Futter sichert, aus prekären Lagen rettet und am Ende gegen alle Widersacher als Sieger durchsetzt. Die Verserzählung wird durch Glossen in Prosa begleitet.

## Aufbau
Das Tierepos besteht aus einem Erzähltext von 7791 knittelnden Versen, die in vier Bücher unterschiedlichen Umfangs eingeteilt sind; die Bücher sind wiederum gegliedert in 39 (1), 9 (2), 14 (3) und 13 (4) Kapitel, die ihrerseits jeweils durch Überschriften nebst kurzen Inhaltsangaben eingeleitet werden. Abgeschlossen werden die Kapitel durch mehr oder weniger ausführliche Prosakommentare, die sogenannten Glossen. Vorreden in Prosa leiten den gesamten Text sowie das 3. und das 4. Buch ein. Über das ganze Werk verteilt finden sich 89 Holzschnittillustrationen, wobei 23 Motive wiederholt werden, einige davon sogar mehrfach.

## Inhalt

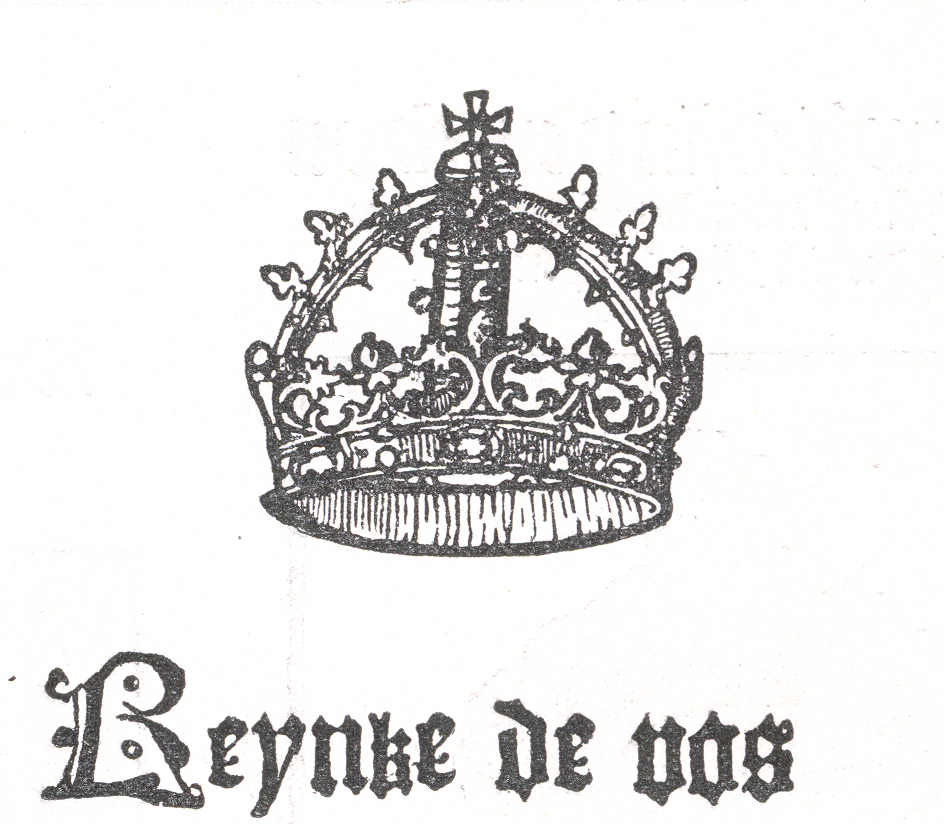
Titel der Lübecker Inkunabel Reynke de vos von 1498 (Blatt 1a); Herzog August Bibliothek, Wolfenbüttel

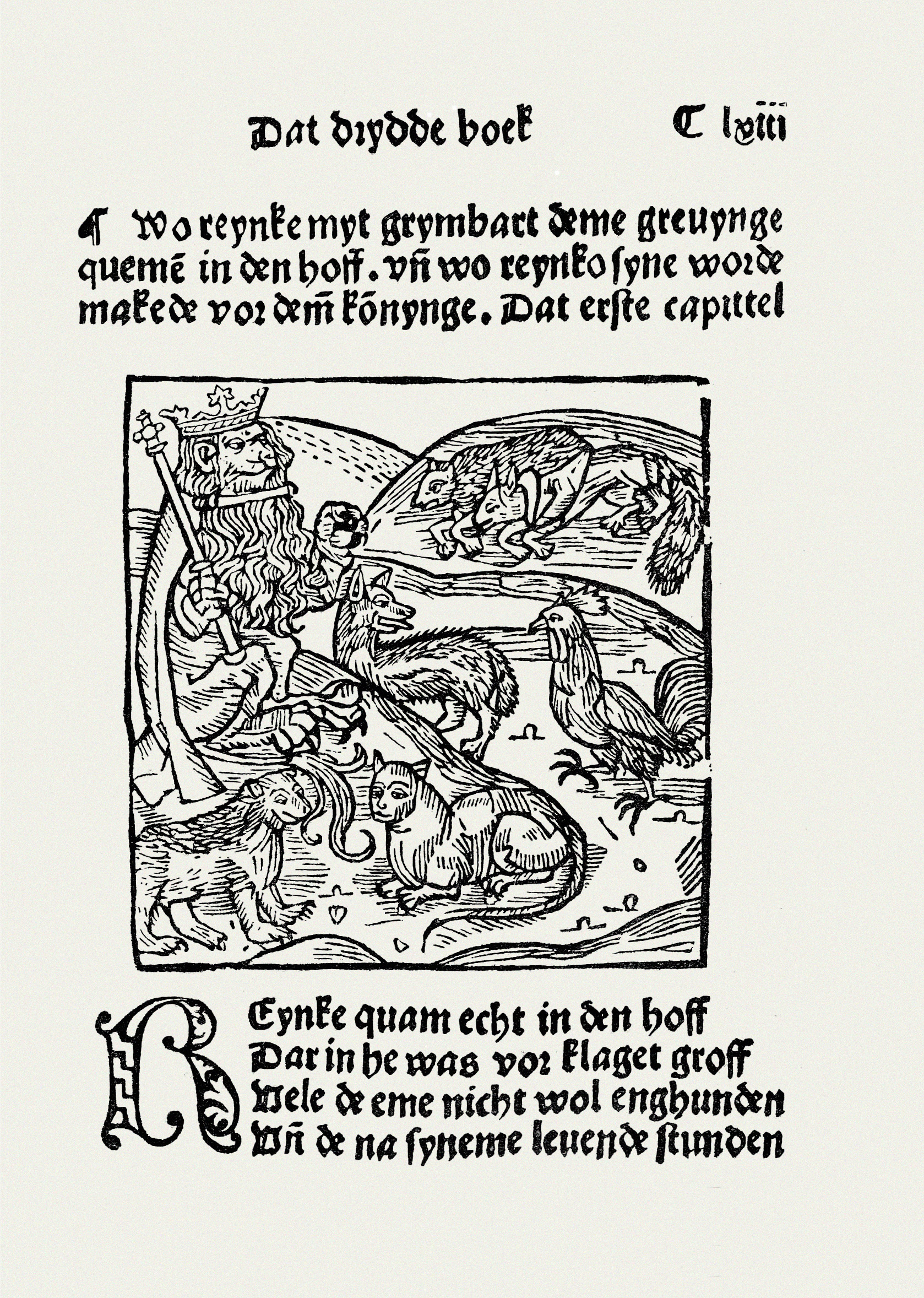
3. Buch: Reynkes und Gymbarts zweite Ankunft bei Hofe. Seite aus dem Reynke de vos von 1498 (Blatt 158a); Herzog August Bibliothek, Wolfenbüttel

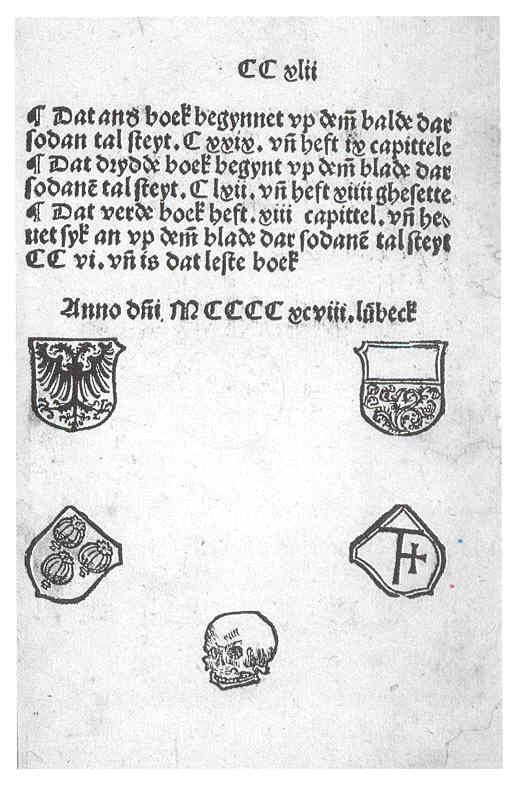
Kolophon der Lübecker Mohnkopf–Inkunabel vom Reynke de vos mit den Druckermarken van Ghetelens, 1498 (Blatt 242a): dem Reichsadler, dem Lübecker Stadtwappen, den drei für die Druckerei namensgebenden Mohnkapseln und der bislang nicht zweifelsfrei gedeuteten T-Marke. Der Totenkopf ist ein auch am Schluss anderer Mohnkopf-Drucke zu findendes Memento mori. Herzog August Bibliothek, Wolfenbüttel

Zu Beginn meldet sich in einer Vorrede ein Hinrek van Alckmer als Verfasser zu Wort, der sich als Scholemeester un Tuchtlerer (Schulmeister und Zuchtlehrer) bezeichnet.

### 1. Buch
Hinrek erzählt im 1. Buch vom Hoftag König Nobels, des Löwen, bei dem die Tiere Klage führen gegen den nicht anwesenden Fuchs Reynke, allen voran Ysegrim, der Wolf, dessen Familie der Fuchs großen Schaden zugefügt haben soll. Ein Hündchen namens Wackerloß behauptet, der Fuchs habe ihm ein Würstchen gestohlen, korrigiert von Hyntze, dem Kater, das Würstchen sei seins gewesen. Ein Panther berichtet, wie er Lampen, den Hasen, in letzter Minute vor Reynke habe retten können, als letzterer den Hasen den Katechismus habe lehren wollen durch Abbeißen des Kopfes. Grymbart, der Dachs, ein Neffe Reynkes, verteidigt den Fuchs, indem er insbesondere Ysegrims Klagen geschickt zu widerlegen weiß. Seine Taktik wird durchkreuzt vom Auftritt des Hahns Hennynck, der seine kopflose Tochter Krassevoet auf der Bahre vorführt und berichtet, wie Reynke unter dem Vorwand der Frömmigkeit in Kutte und mit Gebetbuch das Federvieh aus dem sicheren Hühnerhof lockte und verspeiste.
Nobel sendet Brun, den Bären, mit einer Vorladung zu Reynkes Burg Malepartus. Reynke überlistet den Bären, indem er ihn dazu verleitet, in einem zum Trocknen gespaltenen und gekeilten Baumstamm auf dem Hof des Bauern Rustevyl nach Honig zu suchen, und die Keile zieht, so dass Brun, hoffnungslos eingeklemmt, von den herbeieilenden Dorfbewohnern beinahe zu Tode geprügelt wird. Als nächster Bote wird Hyntze ausgeschickt. Reynke lockt ihn mit dem Versprechen von Leckereien nachts in den Keller des Pfarrers, wo der Kater in einer als Falle ausgelegten Schlinge landet und sich, von den Bewohnern des Pfarrhauses fürchterlich verdroschen, unterm Nachthemd des Pfarrers nur durch einen verzweifelten Biss in dessen Gemächte retten kann. Erst Grymbart gelingt es, Reynke zum Hof zu bewegen; auf dem Weg dorthin beichtet der Fuchs ihm seine Missetaten, bei denen vor allem Ysegrim der Dumme gewesen ist.
Bei Hof macht man kurzen Prozess: Reynke wird zum Tod am Galgen verurteilt. Die Gewähr einer letzten Beichte nutzt der Delinquent zur Erwähnung eines verborgenen und gestohlenen Schatzes, der den König Nobel neugierig macht und dem Fuchs für einen ausführlichen Bericht darüber Aufschub verschafft. Reynke fabuliert eine Geschichte zusammen, in der er seinen eigenen Vater zum Dieb des Schatzes macht, den Dachs Grymbart anschwärzt, Wolf und Bär als Hochverräter erscheinen lässt und dem König – vor allem auch der Königin – erklärt, wo der Schatz zu finden ist. Die beiden potenziellen Königsmörder Ysegrim und Brun landen im Kerker, und Reynke verspricht, wohl wissend, dass man seiner Lüge über kurz oder lang auf die Schliche kommen wird, nach Rom zu pilgern. Ausgestattet mit einem Ränzel, geschneidert aus Fell und Pfoten von Ysegrim und Brun, macht er sich zunächst auf den Weg zu seiner Burg, begleitet von Lampe, dem Hasen, und Bellyn, dem Widder. In Malepartus verspeist er den Hasen, steckt dessen Kopf in das Ränzel und schickt Bellyn damit zum Hof zurück, nachdem er den Widder davon überzeugt hat, dass er ein wichtiges Schreiben an den König transportiere, dessen Urheberschaft er für sich selbst beanspruchen solle, um bei Hofe Eindruck zu machen. Nobel ist von dem Inhalt nicht erfreut, entlässt auf Vermittlung des Leoparden die großen Tiere Ysegrim und Brun aus dem Kerker, erklärt den Widder für vogelfrei und verlängert seinen Hoftag.

### 2. Buch
Das 2. Buch beginnt mit Kleingetierklagen; das Kaninchen und der Krähenmann, dem der Fuchs die Gattin weggefressen hat, beschweren sich über Reynke. Nobel beschließt in äußerster Erregung, einen Feldzug gegen Reynke zu führen. Wieder ist es Grymbart, der sich nach Malepartus begibt, diesmal, um Reynke zu warnen. Reynke beschließt, sich abermals zum Hof zu begeben. Den gemeinsamen Weg mit Grymbart dorthin nutzt er gegenüber dem Beichtvater Dachs zu ausführlichen Geständnissen seiner Taten, insbesondere seiner Bosheiten an Ysegrim, Brun, Bellyn und Lampe. Die beiden Reisenden begegnen dem Affen Marten, der, unterwegs nach Rom, verspricht, dort als Fürsprecher Reynkes zu wirken.

### 3. Buch
Nach seiner erneuten Ankunft bei Hofe, mit der das 3. Buch einsetzt, entschuldigt sich Reynke bei Krähe und Kaninchen, und Wolf und Bär sehen ihre Sache bereits vereitelt. Nachdem die Äffin Rukenauwe, die Gattin des Romreisenden Marten, bei Nobel mit dem Gleichnis von einem Lindwurm, dem das Recht nach Brot geht, als Fürsprecherin Reynkes vorstellig geworden ist, bittet der Löwe den Fuchs zum Gespräch, bei dem Reynke seine Taten nicht leugnet, aber umgehend eine Fortsetzung seiner zuvor unter dem Galgen ersonnenen Lügengeschichte auftischt. Er beschreibt den Schatz, darunter einen Ring, dessen Stein unsichtbar und damit unbesiegbar mache, einen Kamm, der, mit antiken Göttinnen geschmückt, die Frau zur Schönsten aller werden lasse, und einen Spiegel, der Geschichten erzähle, unter anderem die von den Tugenden von Reynkes Vater, die auch beiläufig seine Widersacher, insbesondere wiederum Ysegrim, diskreditieren.

### 4. Buch
Im 4. Buch treten Wolf und Fuchs als direkte Gegner auf. Nobel ist nach Reynkes Ausführungen gnädig gestimmt, was Ysegrim und dessen Frau Ghyremod veranlasst, nunmehr die Vergewaltigung der im Eise festgefrorenen Wölfin durch Reynke, der diese überdies auch in einen Brunnen gelockt und darin sitzengelassen hatte, ins Feld zu führen. Die Einwände Reynkes kontert der Wolf mit der Herausforderung zum Zweikampf, den Nobel gestattet. Die Sorgen des dem Wolf körperlich unterlegenen Fuchses vertreibt die Äffin Rukenauwe; auf ihren Rat hin lässt Reynke sich das Fell scheren und die nackte Haut einölen, bevor er vor dem versammelten Hof zum Kampf antritt. Dem Druck des starken Wolfs entkommt er, indem er ihm ins Auge kratzt, einen Strahl Urin in die Wunde schießt und Sand hinterherschmeißt. Von dem vor Schmerz rasenden Wolf in die tödliche Zange genommen, kneipt er ihm in die Hoden und gewinnt. Das Publikum ist begeistert, Nobel erklärt Reynke zu seinem Thronrat, und Ysegrim lässt sich gesund pflegen.

## Glossen
Die den Erzähltext durchgehend begleitenden Kommentare, heute als sogenannte katholische Glosse geführt, zeigen eine didaktisch-moralisierende Absicht. So betonen sie, ausgehend von den Missetaten und Bosheiten des Fuchses, immer wieder die Sorge um das Seelenheil und die besonderen ethischen Grundsätze eines gemeinschaftlichen Zusammenlebens. Der Charakter des Fürstenspiegels, der die Belehrung der Herrschenden intendiert, wird auf ein städtisches Publikum zugeschnitten. Neben der ständischen Kritik, die in den Kommentaren nicht fehlt, sind die allgemeinen menschlichen Lehren in den Vordergrund gestellt; die Mahnungen der auch gelegentlich kritisierten Kirche zu Gehorsam oder Wohlverhalten werden für den Leser als Sündenspiegel herausgearbeitet.
Mit dem Beginn des 2. Buches, in dem Reynke ein weiteres Mal bei Hofe erscheint, um sich zu verteidigen, verlagert sich der Schwerpunkt der Erzählung auf die Auseinandersetzung der großen Tiere untereinander; hier nehmen die Glossen im Umfang erkennbar ab und fehlen bei einigen Kapiteln sogar ganz. Die Wiederholungsstruktur des doppelten Hoftags – Reynke wird erneut angeklagt, erscheint wieder bei Hofe, fabuliert die Lügengeschichte vom ersten Mal weiter und muss wiederum um sein Leben fürchten – lässt im zweiten Teil die Handlungen des nunmehr durchweg höfisch erscheinenden Personals, das den städtischen Leser einer Hansestadt wie Lübeck eher ausschließt, als weniger anstößig erscheinen. In einem Epilog empfiehlt der Bearbeiter, ganz auf die Lektüre der Kommentare zu verzichten.

## Illustrationen

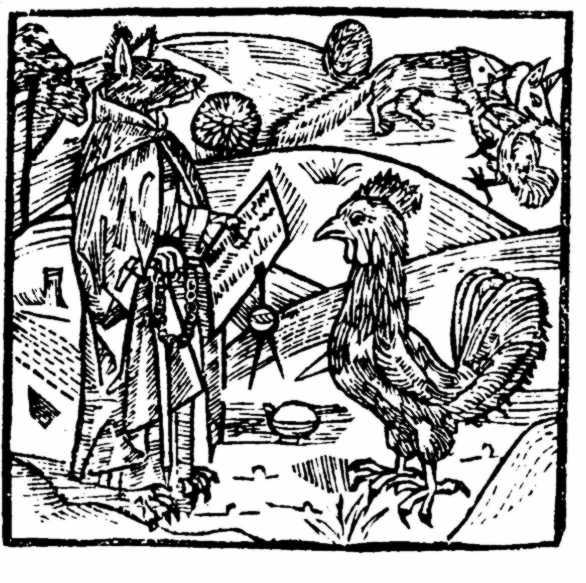
Reynke spielt bei den Hühnern den Mönch; im Hintergrund ist zu sehen, wohin das führt. Holzschnitt zum 4. Kapitel im 1. Buch, nach niederländischen Vorlagen

Die Inkunabel von 1498 enthielt 89 Holzschnitte, die für einige Ausgaben auch koloriert wurden. Die Aufmachung weist darauf hin, dass der Druck bei den wohlhabenden Lübecker Ständen vertrieben werden sollte. Die Bildserie war nicht eigens für den Lübecker Druck entworfen worden, sondern stellte Nachschnitte anderer Druckwerke dar.

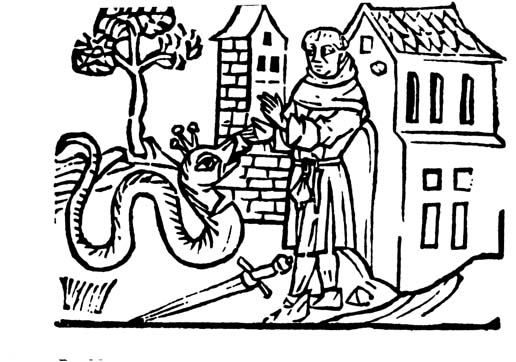
Lindwurm. Holzschnitt zum 4. Kapitel im 3. Buch, nach dem Magdeburger Äsop.

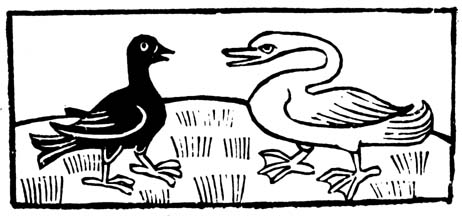
Dialogus creaturarum: Illustration eines Gesprächs der Vögel im 1. Kapitel des 2. Buches der Lübecker Ausgabe von 1498, nach einem Stockholmer Druck der Fabelsammlung

So ist eine Reihe von 30 Illustrationen der Abbildungsserie der niederländischen Vorlage nachgeschnitten; einige stammen aus Drucken des Magdeburger Äsop (101 Fabeln eines unbekannten Autors zu Beginn des 15. Jahrhunderts) und 13 Holzschnitte aus dem Dialogus creaturarum, einer von Johann Snell in Stockholm 1483 gedruckten Fabelsammlung in Dialogform. Die Mohnkopf-Offizin Hans von Ghetelens konnte dadurch die Druckkosten reduzieren.
Die Bilder zeigen das Löwenpaar stets im Herrscherornat, die Tieruntertanen behalten indes ihre Natur, deren Eigenart der Gestalter in differenzierten Schnittschraffuren auszudrücken versuchte; für seine Rolle als Mönch im Hühnerhof im 1. Buch wird dem Fuchs allerdings eine Kutte übergezogen. Der zweite Teil der Handlung, beginnend im 2. Buch mit der erneuten Ankunft Reynkes an Nobels Hof, zeigt ein inhaltlich und stilistisch variiertes Bildprogramm, das die als Binnenerzählungen angelegten Episoden und Fabeln unterscheidet von den Handlungen, in die diese eingebunden sind. Die Lindwurm-Parabel der Äffin wird zum Beispiel durch einen im Ausdruck abstrahierten und die Linie betonenden Schnitt illustriert. Der ausführlichen Schilderung Reynkes zu Kamm, Ring und Spiegel sind Holzschnitt-Vignetten mit zeichenhaft-symbolischen Darstellungen dieser Gegenstände beigefügt.
Eine besondere Form der Lübecker Ausgabe stellen in diesem Zusammenhang auch die sogenannten Dialogus-Holzschnitte dar, die als Zwischenspiel in Form eines das Geschehen glossierenden Gesprächs der Tiere das 2. Buch einleiten. Die Tierdarstellungen sind gestalterisch reduzierter angelegt als in den Illustrationen der Handlung und gewinnen durch ihren Zusammenhang mit dem Text emblematischen Charakter.

## Vorlage

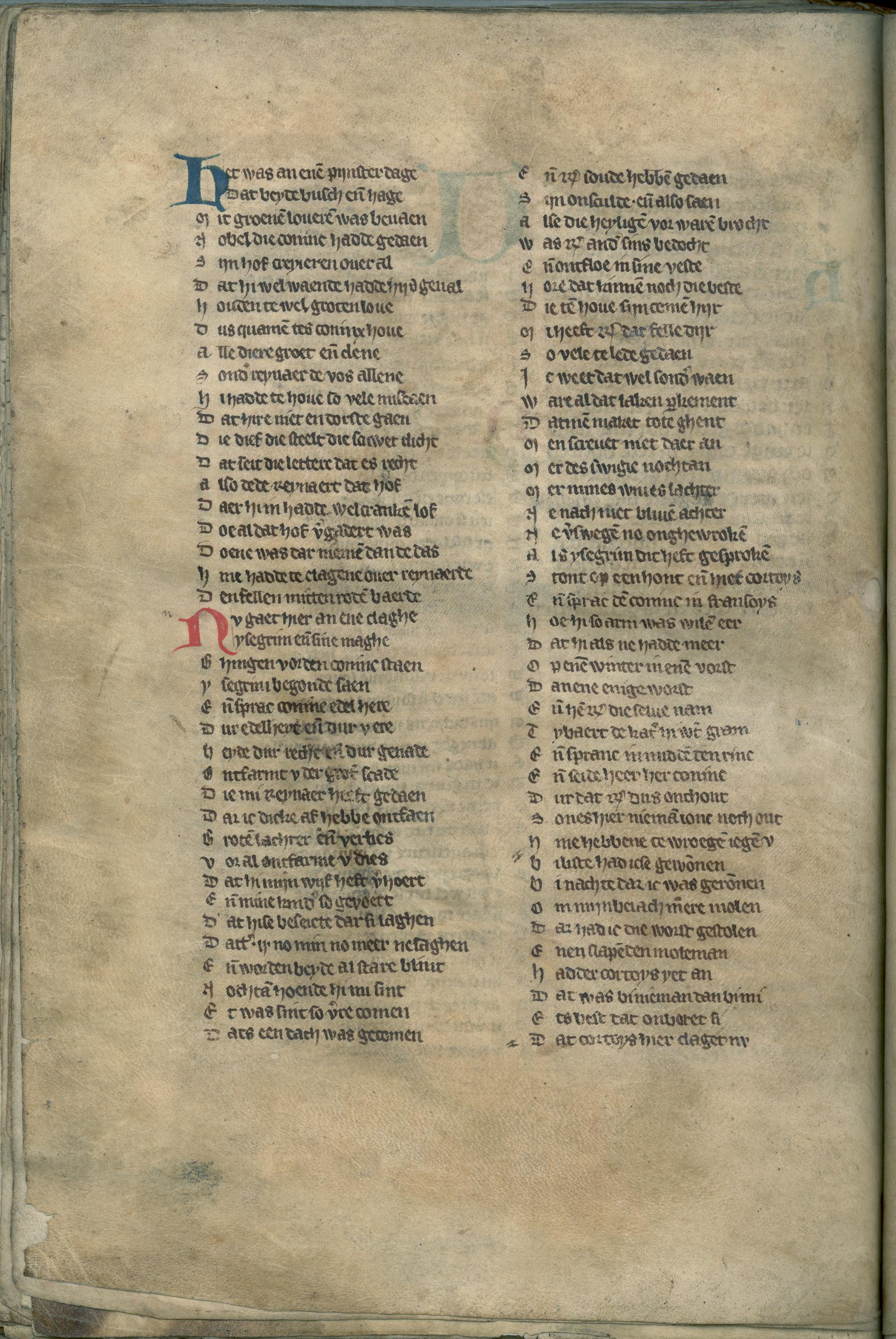
Van den vos Reynaerde. Dycksche Handschrift, um 1375; Universitäts- und Landesbibliothek Münster

Die Geschichte vom schlauen Fuchs Reynke steht in der alten Tradition der europäischen Tierepik, die seit dem 11. Jahrhundert von der lateinischen Ecbasis captivi über den Ysengrimus und den französischen Roman de Renart bis zum mittelniederländischen Versepos Van den vos Reynaerde, entstanden im 13. Jahrhundert, geführt hatte.
Reynke de vos hat eine mittelniederländische Vorlage, die aber als solche nicht eindeutig festgelegt werden kann. Das Gedicht Van den vos Reynaerde (heute geführt als Reynaert I), das deutliche Spuren zum französischen Roman de Renart zeigt, hatte im 14. Jahrhundert eine Bearbeitung und Erweiterung erfahren in dem mittelniederländischen Versepos von Reynaerts Historie. Diese um die Doppelung des Hoftags erweiterte Fassung (der sogenannte Reynaert II) wurde in der Inkunabelzeit im niederländischen Sprachraum noch zweimal bearbeitet: zum einen in Prosa (in zwei Drucken erhalten: von Gerard Leeu als Historie van reynaert die vos, 1479, und einem Nachdruck in Delft, 1485) und zum anderen in Versen mit Kapiteleinleitungen, Prosakommentaren und Illustrationen, ebenfalls aus Leeus Offizin. Von dieser Versbearbeitung sind nur Druck-Fragmente erhalten, die sogenannten Culemannschen Bruchstücke, die 221 Verse sowie Reste von Glossen überliefern und drei Holzschnitte zeigen. Wenn auch die direkte Herkunft des Lübecker Reynke von 1498 von diesen Fragmenten nicht zweifelsfrei nachgewiesen werden kann, so verweisen diese doch auf die Vorlage eines mit dieser niederländischen Reiminkunabel eng verwandten Drucks.
Die mittelniederländische Vorlage erfuhr durch ihre sprachliche Nähe zum Niederdeutschen in dem Lübecker Druck nur marginale Änderungen. So wurden zum Beispiel einige Kleingetier-Namen dem neuen Publikum angepasst: aus dem Hündchen Cortoys (von frz. courtois: höfisch, höflich), das sein Würstchen-Anliegen ursprünglich auf Französisch vortrug, wurde ein Wackerloß, das den Verlust seines Futters nunmehr in niederdeutscher Übersetzung einklagt. Auch andere im Deutschen sprechende Namen, wie zum Beispiel Krassevoet (=Kratzefuß, mndl.: Coppe) für die kopflose Henne, wurden neu erfunden. Im Gegensatz zur Glossierung ist allerdings die inhaltliche und formale Beständigkeit der niederländischen Verserzählungen Reynaert I und II, die auch die nachfolgenden Drucke verdeutlichen, bereits in der Lübecker Ausgabe gewahrt.

## Verfasser
Seit dem 18. Jahrhundert wird Hinrek van Alkmer, der sich in der Vorrede des Lübecker Reynke de vos vorstellt, als dessen Verfasser geführt. Der Name ebenso wie die Angaben zu seiner Person sind nur in diesem Druck überliefert und konnten durch andere Dokumente nicht eindeutig bestätigt werden. Seit dem 19. Jahrhundert wurden Zweifel an der Verfasserschaft geäußert und Thesen zu anderen denkbaren Personen als Bearbeiter der niederländischen Vorlage aufgestellt, insbesondere zu Nicolaus Baumann († 1526), Sekretär am Hofe Herzog Magnus’ von Mecklenburg, und zu dem Chronisten und Schriftsteller Hermann Bote (um 1450–1520); auch die Verfasserschaften der Drucker Hermann Barkhusen und Hans van Ghetelen wurden in Betracht gezogen. Die These, dass Hinrek van Alkmer auch der Bearbeiter der niederländischen Vorlage der Lübecker Inkunabel gewesen sei, hat sich ebenfalls erhalten. Die Ansicht, dass der Verfasser theologisch gebildet gewesen sein müsse, führte indes zu der Annahme, dass eher ein Lübecker Geistlicher den Reynke geschrieben und kommentiert habe.

## Rezeption

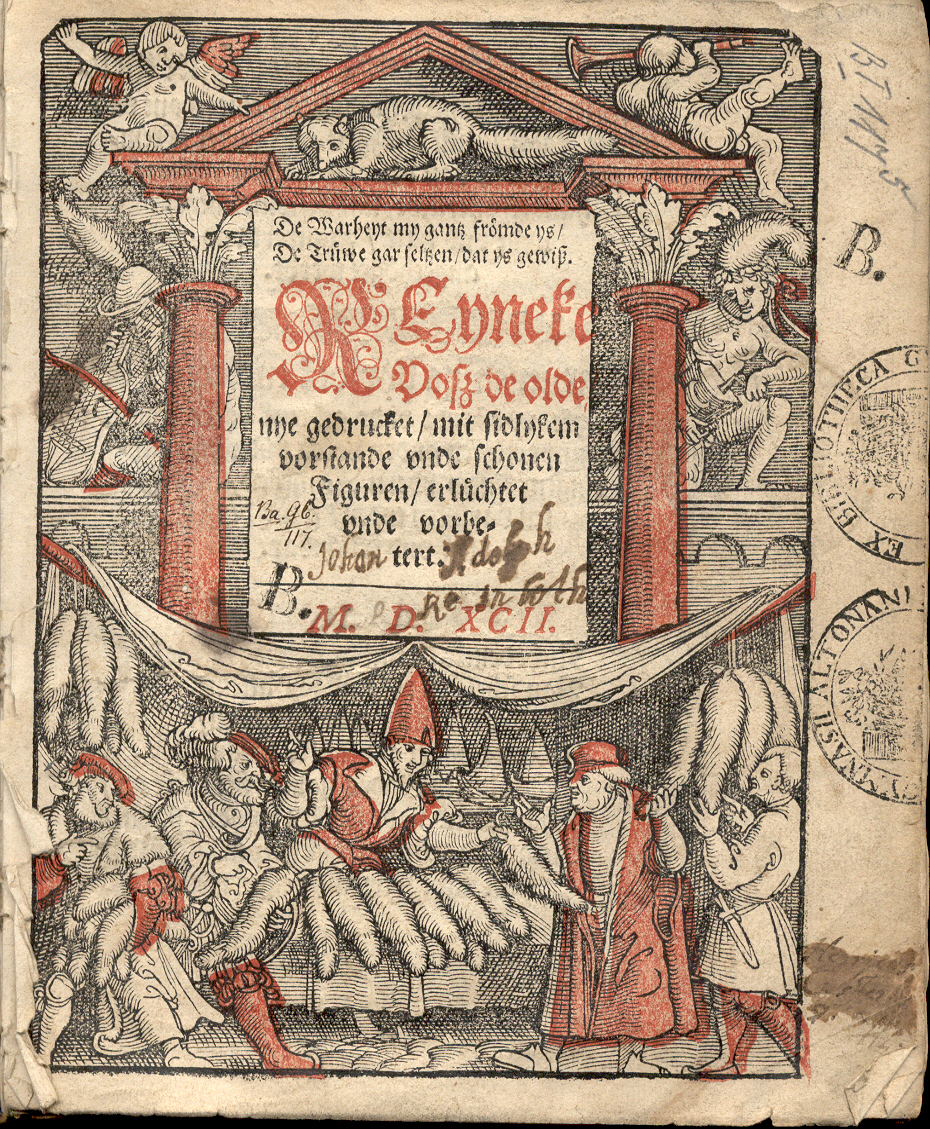
Reyneke Vosz de olde, gedruckt von Stephan Mölleman für Laurentz Albrecht in Lübeck, 1592; mit identischem Titel des Rostocker Erfolgsdrucks von 1539

Inwieweit das Werk beim Lübecker Publikum Aufnahme fand, ist nicht überliefert; ein Nachdruck von 1517 ist erhalten. Ähnlich populär wie der Eulenspiegel wurde es durch den Druck des niederdeutschen Textes von Ludwig Dietz im Jahr 1539 in Rostock mit dem Titel Reyneke Vosz de olde, versehen mit neuen Kommentaren, der sogenannten protestantischen Glosse, die deutlich reformatorisches Gedankengut enthielt. Ausgehend von dem Rostocker Druck verbreitete sich das Werk im 16. Jahrhundert über verschiedene Druckorte. Mit einer Übertragung ins Hochdeutsche (1544) und einer lateinischen Übersetzung (1579), die Reynke auch den skandinavischen Sprachraum eröffnete, wurde das Werk, das Martin Luther eine „lebendige Contrafactur des Hoflebens“ genannt hatte, im 17. Jahrhundert zum Volksbuch. Vielfältige, den alten Reynke verändernde Bearbeitungen des Stoffes ließen dessen Lübecker Herkunft vorübergehend vergessen.
Im Jahr 1711 gab Friedrich August Hackmann den niederdeutschen Reynke erneut heraus unter dem Titel Reineke de Vos mit dem Koker. Diese Ausgabe veranlasste Johann Christoph Gottsched zu einer Prosaübertragung, die er, zusammen mit dem niederdeutschen Text, 1752 unter dem Titel Reineke der Fuchs publizierte. Gottscheds Werk inspirierte wiederum Johann Wolfgang von Goethe, der die Geschichte für eine „unheilige Weltbibel“ hielt, zu einem Heldenepos in Hexametern, Reineke Fuchs. Seit dem 19. Jahrhundert wurde die Geschichte vom schlauen Fuchs, pädagogisch entschärft, zur Fundgrube für die Produktion von Kinder- und Lesebüchern.
Mit dem Einsetzen der Quellenforschung Ende des 19. Jahrhunderts bekam der Lübecker Reynke de vos für die philologische Erschließung des Stoffes zunehmend auch internationale Bedeutung, insbesondere für die Verfasserfrage und für die Vorlagen. Die enge Verbindung zwischen den mittelniederländischen und den niederdeutschen Textzeugen von Reynaert und Reynke und auch die damit verbundenen Fragen nach deren jeweiliger Rezeption führten in der Forschung Ende des 20. Jahrhunderts zu niederländisch-deutschen wissenschaftlichen Kooperationen.

## Textzeugen
Der Lübecker Druck des Reynke de vos von 1498 ist nur in einer einzigen vollständigen Inkunabel erhalten, die sich in der Herzog August Bibliothek in Wolfenbüttel befindet (Signatur 32.14.Poet.); ein Faksimile erschien 1976. Unvollständige Exemplare werden von der Staats- und Universitätsbibliothek Bremen (Signatur: II b 34) und der Staatsbibliothek zu Berlin (Signatur: Inc. 1478) gehalten. Das Wolfenbütteler Exemplar umfasst 242 Blätter im Quartformat, die Seite in 22 Zeilen einspaltig und zum Teil mit Schmuckinitialen gedruckt, versehen mit 89 Holzschnitten, darunter 38 Wiederholungen, und den Druckermarken der Mohnkopfoffizin. Im Berliner Exemplar fehlen die Blätter 2–26, 31, 40, 75, 76, 99, 106, 107, 129–131, 173, 193, 195 und 231–242, im Bremer Exemplar die Blätter 1, 2, 5–8, 11–14, 17, 18, 130 und 222. Die GW-Nummer lautet 12733, im Incunabula short title catalogue (ISTC) ist das Werk unter der Nummer ir00136400 erfasst.
Die Wolfenbütteler Inkunabel war vom 28. Oktober bis zum 24. November 1998 in Münster im Rahmen einer Ausstellung mit dem Titel Die unheilige Weltbibel – Der Lübecker Reynke de Vos (1498–1998) zu sehen, die von der Niederdeutschen Abteilung des Germanistischen Seminars der Christian-Albrechts-Universität zu Kiel und der Universitäts- und Landesbibliothek Münster konzipiert worden war mit dem Ziel, die Überlieferungs- und Wirkungsgeschichte der Inkunabel zu veranschaulichen.
Eine Digitalisierung durch die Herzog August Bibliothek existiert bislang nicht.

## Ausgaben
- Friedrich August Hackmann: Reynke de Vos mit dem Koker. Wolfenbüttel, 1711
- August Heinrich Hoffmann von Fallersleben: Reineke Vos. Nach der Lübecker Ausgabe vom Jahre 1498. Breslau, 1834; Nachdruck 1852 (ohne Glossen) (Online)
- August Lübben: Reinke de Vos. Nach der ältesten Ausgabe (Lübeck 1498). Oldenburg 1867 (Online)
- Karl Schröder: Reinke de Vos. Leipzig 1872
- Friedrich Prien: Reinke de Vos. Halle, 1887; Neuausgaben: Albert Leitzmann, mit einer Einleitung von Karl Voretsch, 1887; W. Steinberg (Einleitung), 1960
- Timothy Sodmann: Reynke de vos Lübeck 1498. Faksimile der Wolfenbütteler Inkunabel. Hamburg 1976
- Jan Goossens: Reynaerts Historie – Reynke de Vos. (Parallelausgabe von Texten) Darmstadt 1983.